# Ла Лантехуела
Ла Лантехуела (на испански: La Lantejuela) е населено място и община в Испания. Намира се в провинция Севиля, в състава на автономната област Андалусия. Общината влиза в състава на района (комарка) Сиера Сур де Севиля. Заема площ от 18 km². Населението му е 3882 души (по преброяване от 2010 г.). Разстоянието до административния център на провинцията е 76 km.

## Демография
| 1996 | 1998 | 1999 | 2000 | 2001 | 2002 | 2003 | 2004 | 2005 | 2006 |
| ---- | ---- | ---- | ---- | ---- | ---- | ---- | ---- | ---- | ---- |
| 3356 | 3488 | 3569 | 3609 | 3629 | 3642 | 3685 | 3740 | 3777 | 3795 |